# Тунёв, Георгий
Георгий Тунёв (эст. Georgi Tunjov; род. 17 апреля 2001 года, Нарва) — эстонский футболист, полузащитник итальянского клуба «Пескара». Игрок сборной Эстонии.

## Карьера
Воспитанник нарвского футбола, первым тренером был Олег Курочкин. Впервые сыграл за основной состав «Нарва-Транс» в Мейстрилиге полузащитник уже в 15 лет.
В феврале 2018 года Тунев переехал в Италию, где в его услугах заинтересовался СПАЛ. В первое время футболист выступал его за молодёжную команду. В сезоне 2019/20 хавбек стал привлекаться к занятиям с основным составом. Несколько раз он попадал в заявку СПАЛа на матчи Серии А. 15 декабря 2019 года 18-летний футболист дебютировал за «бело-голубых», выйдя на замену вместо Велипе Дал Бело в поединке против «Ромы», который завершился в пользу римлян со счетом 1:3. Таким образом Тунев стал третьим эстонским представителем, после Марта Поома и Рагнара Клавана, сыгравшим в европейском топ-чемпионате. Всего в сезоне 2019/20 сыграл 10 матчей за СПАЛ, а его клуб вылетел из Серии А. В сезоне 2021/22 игрок выступал на правах аренды за «Каррарезе» в Серии С. В январе 2025 года был отдан в аренду клубу «Пинето Кальчо».

## Сборная
Выступал за сборные Эстонии младших возрастов, всего провёл 38 матчей и забил один гол.
5 сентября 2020 года дебютировал за национальную сборную Эстонии в игре против Грузии. Во второй половине 2020 года провёл 6 матчей за сборную. В сентябре 2022 года после почти двухлетнего перерыва снова сыграл за команду.